# Iwanami Shoten
Iwanami Shoten (株式会社岩波書店, Kabushiki gaisha Iwanami Shoten) est une maison d'édition japonaise basée à Tōkyō. Fondée en 1913 par Shigeo Iwanami, elle publie dans des domaines très variés, que ce soit dictionnaires, revues académiques, romans ou littérature jeunesse. Aujourd’hui, Iwanami Shoten est considéré comme un éditeur majeur du Japon,.

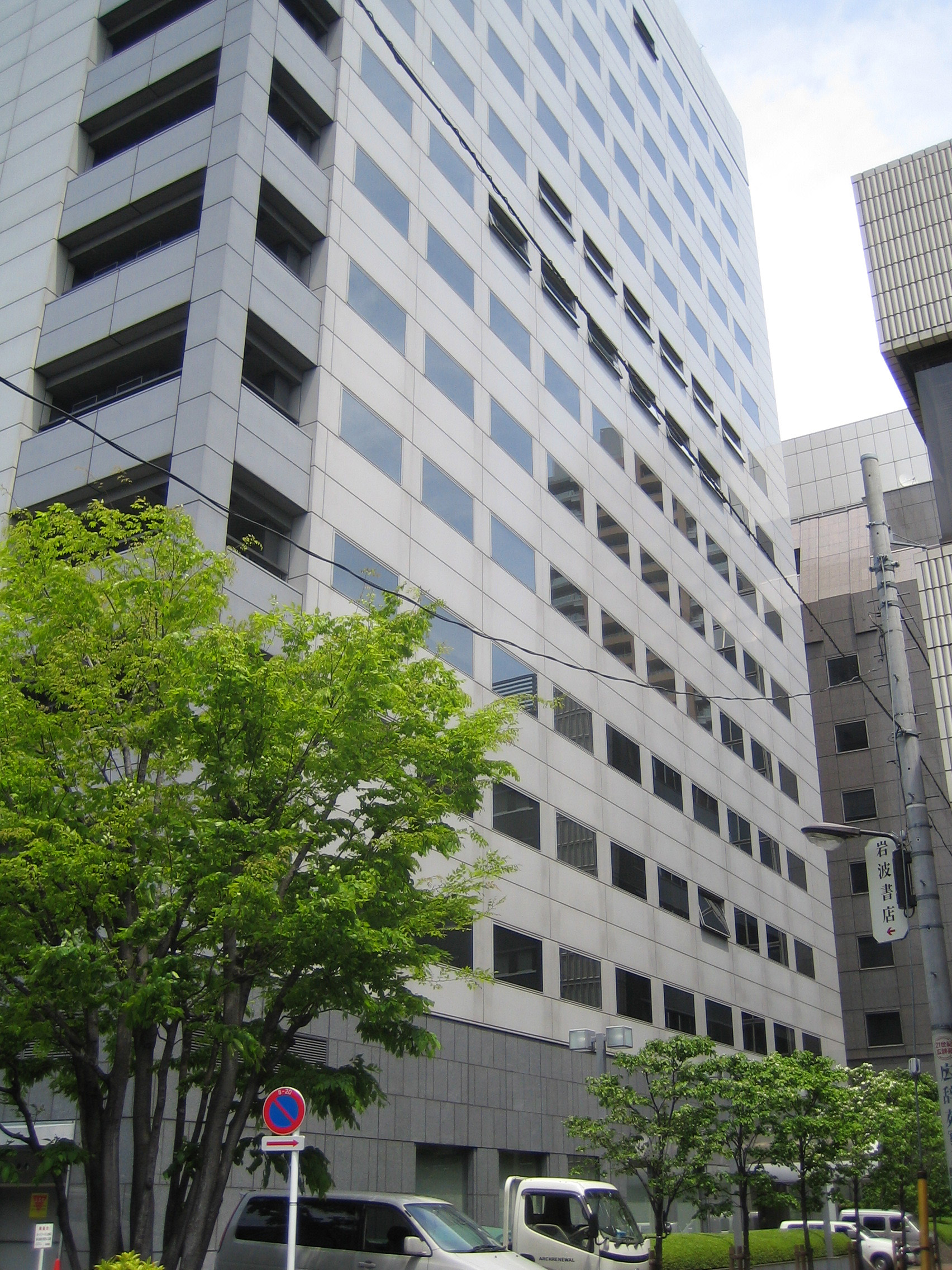
Siège d’Iwanami Shoten

Son siège se trouve précisément à Hitotsubashi 2–5–5, Chiyoda, Tōkyō.

## Historique
C’est donc en 1913 que Shigeo Iwanami fonde Iwanami Shoten dans le quartier de Kanda à Tōkyō. Dans les premières années, la compagnie édite tant des auteurs réputés comme Sōseki Natsume que des revues académiques portant d’abord sur la philosophie, puis les sciences ou encore la littérature dans les années 1930. En 1927 également, elle publie une collection de grands classiques internationaux nommée Iwanami bunko.
Pendant la guerre sino-japonaise et la Seconde Guerre mondiale, Iwanami Shoten est plusieurs fois censurée en raison de ses prises de position contre la guerre et l’Empereur. Shigeo Iwanami est même condamné à deux mois de prison pour la publication des œuvres interdites de Tsuda Sōkichi (peine qu’il ne purgea cependant pas à cause de dysfonctionnements judiciaires),. Peu de temps avant sa mort en 1946, Shigeo Iwanami fonde le journal Sekai (ja) , qui eut une grande influence dans les milieux intellectuels japonais d’après-guerre.
En 1955, la compagnie diffuse son dictionnaire de langue japonaise, Kōjien, très réputé de nos jours et s’étant écoulé à plus de onze millions d’exemplaires en 2007. Durant les décennies d’après-guerre, elle continue à éditer de nombreux classiques étrangers ainsi que des encyclopédies. En 2010, environ 20 000 titres ont été publiés par Iwanami Shoten.

## Sources et références
1. ↑  (en) Margaret Shapiro, « Japanese Publishers Ban Sambo », The Washington Post,‎ 25 janvier 1989 (présentation en ligne)
2. 1 2 3  (en) Louis Frédéric, Japan encyclopedia, Harvard University Press, 2005, 1102 p. (ISBN 978-0-674-01753-5, lire en ligne), p. 409
3. 1 2  (en) « Company Profile », site officiel (consulté le 9 janvier 2011)
4. ↑  (en) John S. Brownlee, Japanese Historians and the National Myths, 1600-1945 : The Age of the Gods, UBC Press, 1999, 256 p. (ISBN 978-0-7748-0645-9, lire en ligne), p. 195-198
5. ↑  (en) Tarō Sakamoto, The six national histories of Japan, UBC Press, 1991, 260 p. (ISBN 978-0-7748-0379-3, lire en ligne), p. XXIV
6. ↑  (en) Laura Elizabeth Hein, Reasonable men, powerful words : political culture and expertise in twentieth, University of California Press, 2004, 328 p. (ISBN 978-0-520-24347-7, lire en ligne), p. 115-116
7. ↑  (ja) « 「うざい」「いけ面」も登場、広辞苑１０年ぶり改訂 », Yomiuri Shimbun,‎ 23 octobre 2007 (consulté le 24 octobre 207)